# كروييس مونيس إي سان سادورني
بلدية كروييس مونيس إي سان سادورني (بالإسبانية: Cruilles, Monells y San Sadurní) هي بلدية تقع في مقاطعة جرندة التابعة لمنطقة كتالونيا شمال شرق إسبانيا.

## الديموغرافيا
بلغ عدد سكان بلدية كروييس مونيس إي سان سادورني 1.282 نسمة عام 2011 (وفقاً للمعهد الوطني الإسباني للإحصاء).
| 1.099 | 1.100 | 1.150 | 1.233 | 1.291 | 1.272 | 1.282 |